# Tycomarptes berioi
Tycomarptes berioi là một loài bướm đêm trong họ Noctuidae.